# Музей поета Максима Богдановича
Музей поета Максима Богдановича (рос. Мемориальный дом-музей М. Богдановича) — літературно-меморіальний музей білоруського поета Максима Богдановича в місті Ярославль.

## Родина Богдановичів

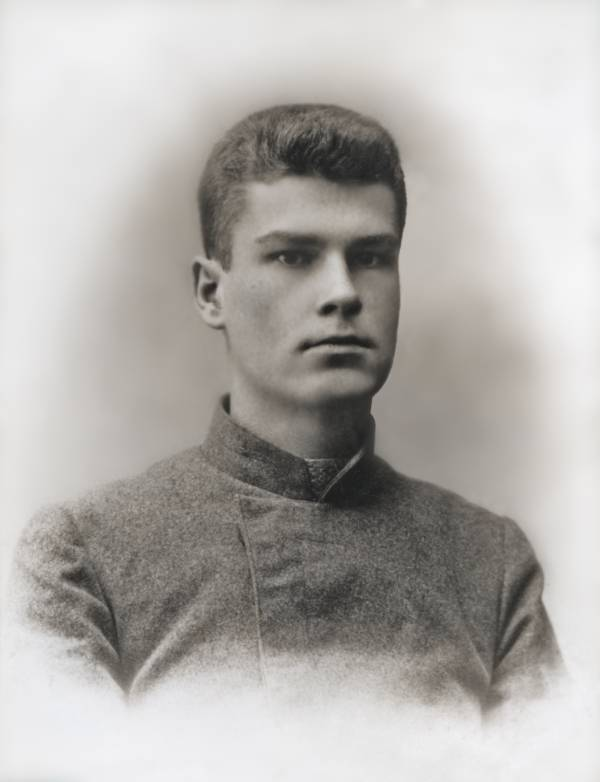
Максим Богданович у 1911 р.

Родина Богдановичів була цілком зросійщеною і рідної білоруської мови вже не знала, в родині спілкувались російською. Батько Максима, Адам Єгорович, служив і через службу був вимушеній міняти міста проживання. Максим народився на землях Білорусі, але по смерті матері родина перебралася в Нижній Новгород, де батько працював в управлінні Селянського поземельного банку. Адам Єгорович мимоволі став родичем письменника Мансима Горького. Бо перша дружина письменника та дружина Адама Єгоровича були рідними сестрами. Завдячуючи родинним зв'язкам 1932 року Адама Єгоровича визволили із пазурів ГПУ-КДБ за втручання Катерини Пешкової.
Адам Єгорович перебрався в Ярославль, де працював до виходу на пенсію і де помер 1940 року. Разом з батьком в Ярославлі жили і його сини — Максим та Павло, останній був викладачем, як і його батько. Адам Єгорович викладав історію в музичному та художньому училищі Ярославля, а по виході на пенсію керував бібліотекою Ярославського історичного музею. Нащадки родини Богдановича і на початок 21 століття мешкають в Ярослвлі, це рідня Павла Адамовича.
З Ярославлем пов'язані вісім років життя і творчості Максима Богдановича (1908—1916). Саме тут він закінчив гімназію, потім навчався в Демидовському юридичному ліцеї. Відчуваючи потяг до історичної батьківщини, Максим самотужки вивчив білоруську і почав писати нею вірші. В Ярославлі він зустрів і власне кохання — Анну Кокуеву, котрій присвятив численні власні твори. Максим Богданович важко хворів на туберкульоз і лише наприкінці короткого життя відвідав Білорусь, творчі зв'язки з якою намагався не втратити за життя. Але помер  25 травня 1917 року в місті Ялта, в Криму, куди відбув на лікування на 25 році життя.

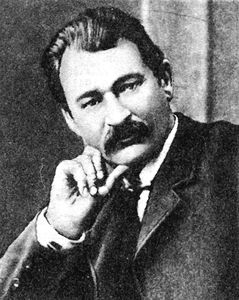
Батько, Адам Богданович
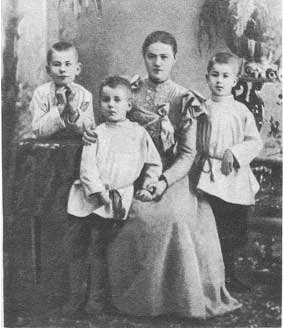
Тітка з братами Богдановичами
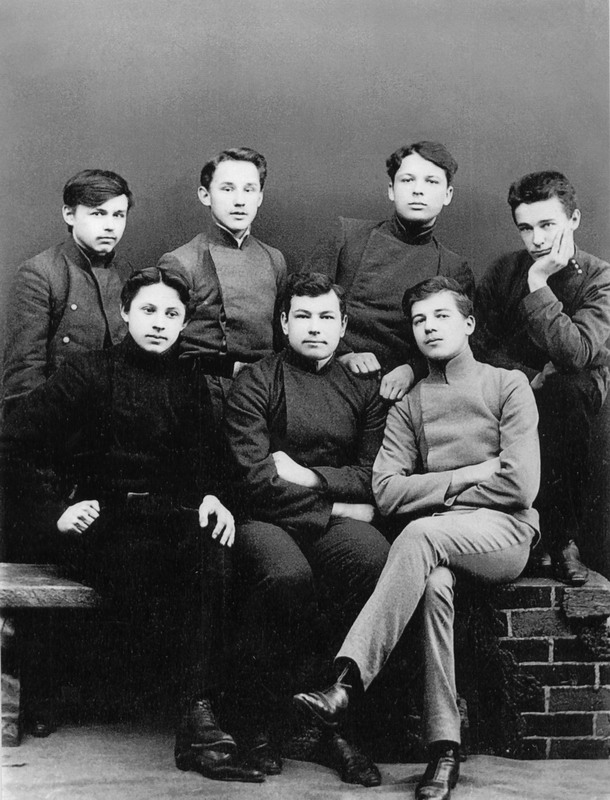
Богданович з гімназистами
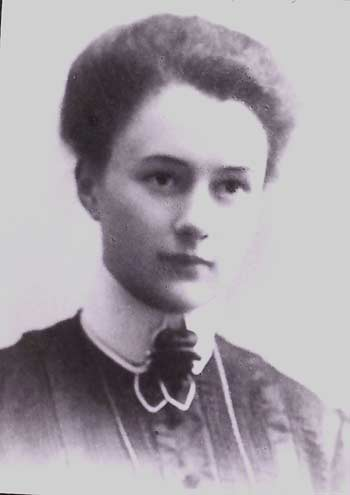
Анна Кокуева

## Історія створення музею
Росія швидко і невпинно втрачає історичну забудову в центрах багатьох міст. Не був винятком і старовинний Ярославль, котрий стрімко втрачав дерев'яну забудову на колишній вулиці Любимській, де стояв одноповерховий, дерев'яний будинок родини Богдановичів. За рятування меморіального будинку почалася справжня бійка - меморіальну споруду призначали знищити, на її збереженні наполягали прихильники старовини та поезії. В порожній оселі чергували, забивали вікна та двері від негоди та місцевих вандалів. Порятунок відбувся, але був компромісним. Ізбу. де колись були комунальні квартири, розселили, розкатали на колоди і перевезли на протилежний бік від первісного розташування. Так дерев'яний будинок з п'ятьма вікнами на фасаді був врятований, хоча і опинився в малозручному оточенні Макдоналдса, банка, готеля і сучасної модернової забудови. Уряди Росії та Білорусі підписали спільну угоду про створення в Ярославлі меморіального музею поета, який відкрили 9 грудня 1992 року.
Меморіальних речей родини Богдановичів збережено досить мало, тим паче що існує музей поета в Мінську. В створенні експозиції допомагав саме білоруський музей поета та нащадки. Богдановичі були вимушені міняти квартири. В 1918 році, під час придушення антибільшовицького повстання в Ярославлі, місто обстрілювали, воно палало, була знищена і приватна бібліотека Богдановичів та частка їх майна.
Експозиція отримала назву «Білоруський поет з берегів Волги». Вона розташована в трьох кімнатах. Серед раритетів зібрання - рукопис збірки «Вянок», самотужки створений Максимом Богдановичем. Рукопис призначався для оцінки Нюти Гапанович, двоюрідної сестри Максима, котра мешкала в Нижньому Новгороді. За життя поета вийшла  з друку і збірка віршів «Зеленя» російською мовою, котра була коротким варіантом збірки «Вянок».
Музей функціонує ще й як офіційний центр білоруської культури, де є сучасні білоруські видання, де можна послухати білоруських пісень та познайомитися з білоруськими народними звичаями.